# Trigun Stampede
Trigun Stampede è una serie televisiva anime basata sul manga Trigun, scritto e disegnato da Yasuhiro Nightow. La serie è stata prodotta dallo studio di animazione Orange, diretta da Kenji Mutō e trasmessa in Giappone da TV Tokyo dal 7 gennaio 2023 e in streaming da Crunchyroll.

## Trama
Vash è un giovane con una taglia sulla sua testa da 6 milioni di doppi dollari e viene soprannominato "stampede", il tifone umanoide, per i danni che porta nei luoghi in cui si trova. Incontra per caso Meryl e Roberto, due giornalisti, che lo seguono mentre cerca di raggiungere suo fratello Nai a July City.

## Produzione
La notizia della produzione di Trigun Stampede è stata data da Toho e Orange il 16 giugno 2022. Il primo trailer della serie è stato pubblicato il 3 luglio 2022 durante Anime Expo.
Dopo la trasmissione del 12º episodio viene data notizia di una "final phase" e che Crunchyroll ne ha acquisito i diritti per lo streaming.

## Episodi
| Nº | Titolo italiano                                                                                                   | In onda          | In onda |
| Nº | Titolo italiano                                                                                                   | Giapponese       |         |
| 1  | Noman's Land | 7 gennaio 2023   |         |
| 2  | Fuggitivo 「逃げる男」 - Nigeru Otoko                                                                             | 14 gennaio 2023  |         |
| 3  | Luce, illumina l'oscurità 「光よ、闇を照らせ」 - Hikari yo, Yami o Terase                                         | 21 gennaio 2023  |         |
| 4  | Hungry! | 28 gennaio 2023  |         |
| 5  | Il bambino benedetto 「祝福の子供」 - Shukufuku no Kodomo                                                         | 4 febbraio 2023  |         |
| 6  | Once Upon a Time in Hopeland 「ワンス・アポン・ア・タイム・イン・ホープランド」 - Wansu Apon a Taimu in Hōpurando | 11 febbraio 2023 |         |
| 7  | Wolfwood | 18 febbraio 2023 |         |
| 8  | Our Home | 25 febbraio 2023 |         |
| 9  | Millions Knives                                                                                                   | 4 marzo 2023     |         |
| 10 | Umani 「人間」 - Ningen                                                                                           | 11 marzo 2023    |         |
| 11 | Verso un mondo nuovo 「新世界へ」 - Shin Sekai e                                                                  | 18 marzo 2023    |         |
| 12 | High Noon at July                                                                                                 | 25 marzo 2023    |         |

## Personaggi
| Personaggio              | Doppiatore originale                             |
| ------------------------ | ------------------------------------------------ |
| Vash the Stampede        | Yoshitsugu Matsuoka Tomoyo Kurosawa (da bambino) |
| Meryl Stryfe             | Sakura Andō                                      |
| Roberto De Niro          | Kenji Matsuda                                    |
| Nicholas D. Wolfwood     | Yoshimasa Hosoya Mirei Kumagai (da bambino)      |
| Nai Millions Knives      | Junya Ikeda Yumiri Hanamori (da bambino)         |
| Legato Bluesummers       | Kōki Uchiyama                                    |
| Rem Saverem              | Maaya Sakamoto                                   |
| William Conrad           | Ryūsei Nakao                                     |
| Zazie the Beast          | Tarako                                           |
| Livio the Double Fang    | Genki Muro Ikumi Hasegawa (da bambino)           |
| Rosa                     | Kimiko Saito                                     |
| Tonis                    | Tomoko Ikeda                                     |
| Nebraska                 | Shigeru Chiba                                    |
| Gofsef Nebraska          | Kenji Nomura                                     |
| Gray the Ninelives       | Kento Fujinuma                                   |
| Elendira the Crimsonnail | Ayumu Murase                                     |
| E.G. Mine                | Wataru Takagi                                    |